# Hypatia Bradlaugh Bonner
Pour les articles homonymes, voir Bradlaugh et Bonner.
Hypatia Bradlaugh Bonner, née le 31 mars 1858 à Londres (Royaume-Uni) et morte le 25 août 1935 dans la même ville, est une militante athée, libre-penseuse, pacifiste et écrivain britannique.

## Biographie

### Origines, études et carrière professionnelle
Née Hypatia Bradlaugh, au 3 Hedger's Terrace, dans le quartier de Hackney, à Londres, elle est la deuxième fille de Charles Bradlaugh (premier député britannique ouvertement athée et fondateur de la National Secular Society) et de Susannah Lamb Hooper. Son prénom est un hommage à la philosophe antique Hypatie, assassinée en 415 par une foule de moines sous l'autorité de l'évêque chrétien Cyrille d'Alexandrie.
Elle fait ses études dans des écoles privées de Londres et de Paris puis obtient en 1878 un diplôme de professeur de sciences à l'université de Londres, qui admettait alors déjà les femmes dans tous ses cursus. Elle enseigne au Hall of Science du South Kensington Science and Art Examinations et devient également la secrétaire de son père à partir de 1888. Les Hall of Science étaient principalement destinés à l'éducation des adultes et à l'entraide, comme le faisaient les Instituts de mécanique (en) et les organisations religieuses de l'époque. Celui de South Kensington a été mis en place par le biologiste Edward Aveling et compte parmi ses professeurs la sœur d'Hypatia, Alice Bradlaugh (1856–1888), et Annie Besant. Les résultats de leurs étudiants étaient très bons, dépassant la plupart du temps la moyenne nationale.
Elle est également conférencière à la National Secular Society et à la Rationalist Press Association.

### Écriture
Elle est surtout connue pour avoir rédigé une biographie de son père, Charles Bradlaugh: His Life and Work, en deux volumes. The Spectator considère cependant que ce travail relève davantage de mémoires que d'une biographie : « Il est d'emblée manifeste que (ce livre) est absurdement long. Plus de huit cents pages de texte serré sont trop pour Charles Bradlaugh, étant donné son importance réelle dans le monde », mais concède que grâce aux détails ainsi préservés, « un jour viendra où  (ces volumes) seront jugés utiles ».
De 1897 à 1904, elle est la rédactrice en chef de The Reformer, dont le but principal était, selon Bernard Porter, de « défendre la carrière de son père ».
Elle contribue aussi activement à de nombreux périodiques laïcs, dont le National Reformer (en), et est l'auteur de nombreux autres ouvrages sur la laïcité, le blasphème et la libre-pensée. Dans Penalties upon Opinion, elle répertorie divers procès et affaires concernant le blasphème, y compris ceux du début du XXe siècle.

### Pacifisme
Avant la Première Guerre mondiale, la plupart des organisations pacifistes étaient des associations chrétiennes. En 1910, Hypatia Bonner devient présidente de la première association pacifiste laïque, la Rationalist Peace Society, fondée avec John M. Robertson. Son but était de « protester contre les idées et les méthodes qui s'opposent à la raison et aux intérêts du progrès social ». Dans son introduction à Essays towards peace, elle note qu'il existe une « opinion publique croissante en faveur de l'arbitrage comme alternative à la guerre » et qu'il s'agissait d'une raison qui démontrait « la futilité, la brutalité, le gaspillage économique, l’immoralité de la guerre ».
La Rationalist Peace Society reste active tout au long du conflit, mais décline ensuite.

## Vie privée

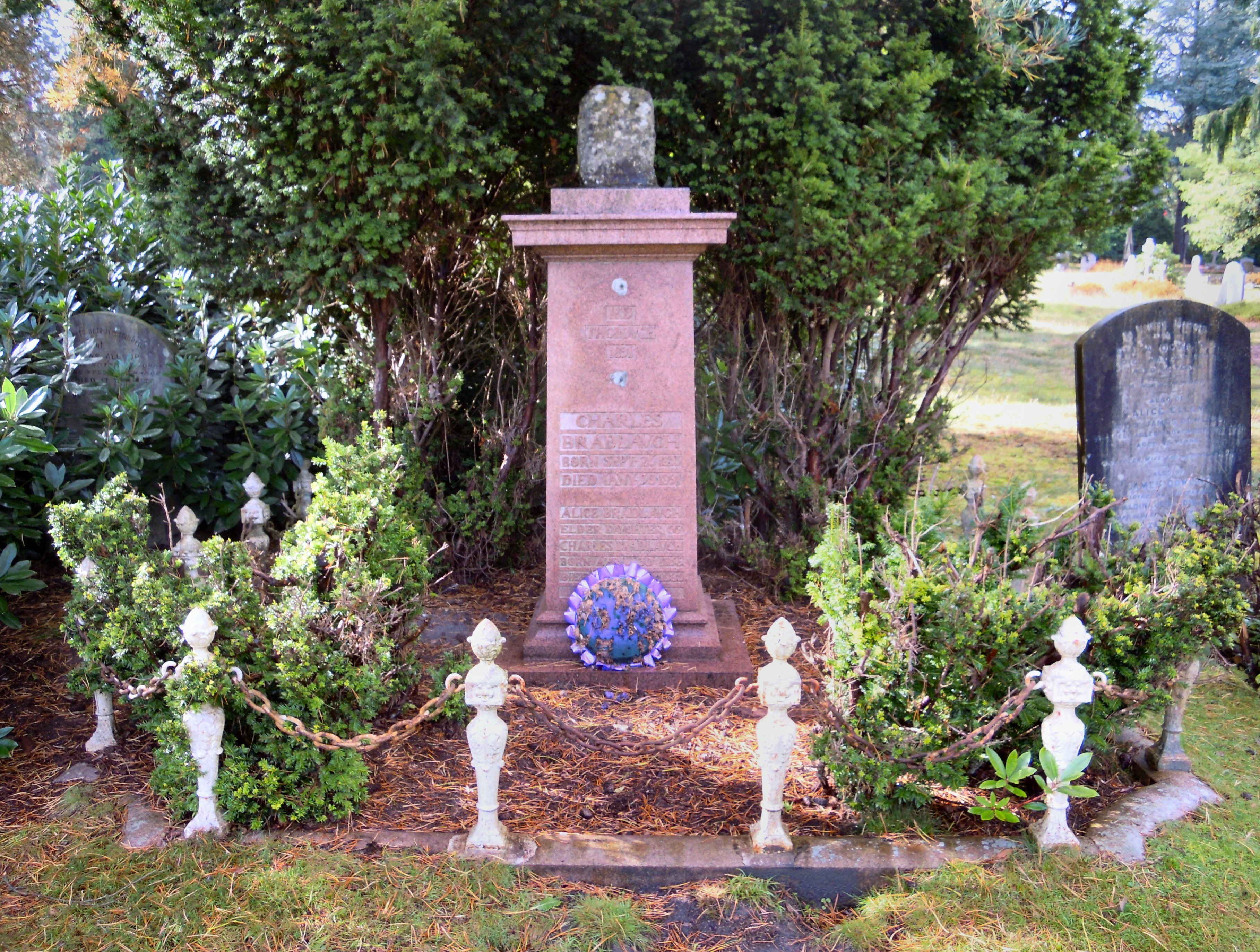
Tombe au cimetière de Brookwood.

Elle épouse Arthur Bonner en 1885 à Marylebone (Londres). Ils ont deux enfants, Kenneth (juin - septembre 1886) et Charles Bradlaugh Bonner (28 avril 1890 - 2 septembre 1966).
Elle meurt à son domicile le 25 août 1935, au 23 Streathbourne Road, à Tooting (Londres), après une opération résultant d'un cancer. Elle est incinérée au crématorium de Golders Green le 28 août et ses cendres sont enterrées dans la tombe de son père au cimetière de Brookwood.

## Ouvrages
- Charles Bradlaugh: A Record of His Life and Work (Volume 1, Volume 2, 1894)
- The Gallows and the Lash (1897)
- Penalties Upon Opinion (1912)
- The Christian Hell (1913)
- Christianity and Conduct (1919)